# ハサン・サカ
ハサン・ヒュスニュ・サカ（Hasan Hüsnü Saka, 1885年‐1960年7月29日）は、トルコの政治家。1947年から1949年までトルコ共和国首相を務めた。

## 経歴
オスマン帝国のトラブゾン生まれ。1908年に行政学院を卒業し、会計裁判所に勤務して官僚となる。1909年、フランス留学を命じられる。1912年に卒業して帰国し、会計裁判所に復帰。オスマン帝国議会最後の議員に選出された。
トルコ革命中の1921年、トラブゾン代表としてトルコ大国民議会議員となる。イスメト・イノニュ内閣で経済相、通商相、財務相を歴任したのち、1944年にサラジオウル内閣で外務大臣に就任。ペケル内閣が退陣した1947年、イノニュ大統領に後任の首相に指名された。1949年に辞任。
1954年の大国民議会選挙に出馬せず、政界を引退した。1960年にイスタンブールで死去。